# Rhinopias argoliba
Rhinopias argoliba is een straalvinnige vissensoort uit de familie van schorpioenvissen (Scorpaenidae). De wetenschappelijke naam van de soort is voor het eerst geldig gepubliceerd in 1973 door Eschmeyer, Hirosaki & Abe.